# Võnnu socken
Võnnu socken (estniska: Võnnu kihelkond, tyska: Kirchspiel Wenden) var en socken i Dorpats krets i Guvernementet Livland. Socknens kyrkby var Võnnu (tyska: Wenden).